# Hanif Sabzevari
Hanif Sabzevari, egentligen Hanif Mohammad Zadeh Sabzavari, född 29 april 1981, är en svensk låtskrivare och producent. 
Hans låtar har bland annat funnits representerade i Melodifestivalen och i motsvarande arrangemang i andra länder. Han har skrivit låtar till bland annat Ditte Marie, Anniela och Ola Svensson.